# 7 юли
7 юли е 188-ият ден в годината според григорианския календар (189-и през високосна година). Остават 177 дни до края на годината.

## Събития
- 175 г. – Комод е обявен за император на Римската империя.
- 1456 г. – При повторно разглеждане Жана д'Арк е оправдана от обвинението в ерес 25 години след екзекуцията ѝ.
- 1585 г. – Английска експедиция основава колония на брега на Вирджиния в Северна Америка.
- 1754 г. – В Ню Йорк е открит най-старият университет в Северна Америка – Колумбийският, първоначално като Кралски колеж.
- 1807 г. – Наполеон I Бонапарт се среща с руския цар Александър I, за да обсъдят подялбата на Европа между двете страни и начините, по които да се противопостави на британските интереси на континента.
- 1829 г. – Открита е пистата за конни надбягвания Ейнтрий Рейскорс близо до Ливърпул, Англия.
- 1877 г. – Руско-турска война (1877 – 1878): Предният отряд от руската армия, начело с генерал Гурко влиза в Търново.
- 1879 г. – Създават се първите контролно-пропускателни пунктове и митници по границите на Княжество България.
- 1898 г. – Президентът на САЩ Уилям Маккинли подписва резолюция за анексирането на Хавай.
- 1926 г. – Румънското правителство обявява в Южна Добруджа обсадно положение и вкарва редовна армия в областта.
- 1928 г. – По заповед на Иван Михайлов е ликвидиран генерал Александър Протогеров.
- 1937 г. – Япония нахлува в Пекин, Китай и започва Втората китайско-японска война, част от Втората световна война в Азия, продължила до 1945 г.
- 1941 г. – Втората световна война: Армейски части на САЩ се разполагат в Исландия, за да предотвратят инвазията на нацистка Германия на острова.
- 1969 г. – Започва изтеглянето на първите американски войски от Южен Виетнам.
- 1974 г. – Националният отбор по футбол на ФРГ печели като домакин Световното първенство по футбол.

- 1978 г. – Обявена е независимостта на държавата Соломонови острови от Обединеното кралство.
- 1980 г. – Иран приема шериата за основен закон в ислямската република.
- 1983 г. – Студената война: Американската ученичка Саманта Смит лети до Съветския съюз по покана на Генералния секретар на ЦК на КПСС Юрий Андропов.
- 1985 г. – 17-годишният германски тенисист Борис Бекер става най-младият шампион за цялата история на турнира Уимбълдън.
- 1988 г. – Изстрелян е съветският космически апарат Фобос 1 към Марс с български прибор на борда.
- 2005 г. – Атентатори самоубийци предизвикват последователно четири бомбени експлозии в Лондонския обществен транспорт и убиват 52 души.
- 2007 г. – Негово светейшество Бенедикт XVI издава апостолическото писмо Motu Proprio Summorum Pontificum, с което свещеният за католицизма латински език, след прекъсване от 46 години, отново е официален за литургията и равноправен с вулгарните езици на съответната страна.
- 2007 г. – На всеки от седемте континента се провеждат серия от концерти, Live Earth, посветени на съхраняването на Земята.

## Родени
- 1511 г. – Джорджо Вазари, италиански художник и архитект († 1574 г.)
- 1752 г. – Жозеф Мари Жакард, френски механик, създател на тъкачния стан († 1834 г.)
- 1809 г. – Александър Ган, руски офицер († 1895 г.)
- 1835 г. – Бачо Киро, български просветител и революционер († 1876 г.)
- 1843 г. – Камило Голджи, италиански физик, Нобелов лауреат през 1906 г. († 1926 г.)
- 1855 г. – Лудвих Гангхофер, германски писател († 1920 г.)
- 1859 г. – Бончо Балабанов, български военен деец († 1939 г.)
- 1860 г. – Густав Малер, австрийски композитор и диригент († 1911 г.)
- 1873 г. – Шандор Ференци, унгарски психоаналитик († 1933 г.)
- 1882 г. – Янка Купала, беларуски писател († 1942 г.)
- 1884 г. – Лион Фойхтвангер, германски белетрист и драматург († 1958 г.)
- 1887 г. – Марк Шагал, беларуски художник († 1985 г.)
- 1891 г. – Иван Вариклечков, български адмирал († 1974 г.)
- 1899 г. – Джордж Кюкор, американски режисьор († 1983 г.)
- 1901 г. – Виторио Де Сика, италиански режисьор († 1974 г.)
- 1903 г. – Стивън Рънсиман, британски историк († 2000 г.)
- 1905 г. – Аракен Патушка, бразилски футболист († 1990 г.)
- 1907 г. – Робърт Хайнлайн, американски писател († 1988 г.)
- 1919 г. – Димитър Пеев, български писател († 1996 г.)
- 1923 г. – Ливиу Чулей, румънски режисьор († 2011 г.)
- 1924 г. – Мирослав Миндов, български актьор († 2018 г.)
- 1926 г. – Радка Кушлева, българска народна певица († 1984 г.)
- 1929 г. – Райнхард Баумгарт, германски писател († 2003 г.)
- 1931 г. – Дейвид Едингс, американски писател († 2009 г.)
- 1934 г. – Иван Димовски, български математик, член-кореспондент на БАН († 2023 г.)
- 1936 г. – Ричард Уилсън, шотландски артист
- 1937 г. – Альоша Кафеджийски, български скулптор и художник
- 1940 г. – Ринго Стар, английски рок музикант (The Beatles)
- 1941 г. – Алан Дърбан, уелски футболист
- 1945 г. – Мати Салминен, финландски певец
- 1947 г. – Пенчо Пенев, български юрист
- 1947 г. – Петър Горанов, български художник
- 1956 г. – Илиян Василев, български дипломат
- 1958 г. – Александър Авджиев, български телевизионен водещ († 2012 г.)
- 1959 г. – Алесандро Нанини, италиански пилот във Формула 1
- 1960 г. – Теодор Елмазов, български актьор
- 1964 г. – Бончо Генчев, български футболист
- 1968 г. – Джорджа Фокс, американска актриса
- 1968 г. – Диана Дудева, българска гимнастичка
- 1977 г. – Христо Христов, български поет
- 1982 г. – Роби Джинепри, американски тенисист
- 1984 г. – Алберто Акуилани, италиански футболист
- 1985 г. – Иван Станев, български волейболист
- 1985 г. – Марк Щайн, германски футболист
- 1987 г. – Силвия Петкова, българска актриса
- 1988 г. – Андрей Новаков, български политик и евродепутат

## Починали
- 574 г. – Йоан III, римски папа (* ? г.)
- 1019 г. – Герберга Бургундска, херцогиня на Швабия (* ок. 965 г.)
- 1304 г. – Бенедикт XI, римски папа (* 1240 г.)
- 1307 г. – Едуард I, крал на Англия (* 1239 г.)
- 1329 г. – Робърт I, крал на Шотландия (* 1274 г.)
- 1345 г. – Момчил Войвода, независим феодален владетел в Родопите и Беломорието (* неизв.)
- 1572 г. – Зигмунд II Аугуст, крал на Полша (* 1520 г.)
- 1816 г. – Ричард Шеридан, ирландски драматург и политик (* 1751 г.)
- 1882 г. – Михаил Скобелев, руски генерал (* 1843 г.)
- 1890 г. – Анри Нестле, германски аптекар, основател на Нестле (* 1814 г.)
- 1901 г. – Йохана Спири, швейцарска писателка (* 1827 г.)
- 1907 г. – Телос Агапинос, гръцки военен и революционер (* 1880 г.)
- 1923 г. – Таската Серски, български революционер (* ок. 1880 г.)
- 1928 г. – Александър Протогеров, български военен и политик (* 1867 г.)
- 1928 г. – Атанас Гоцев, български революционер (* ок. 1903 г.)
- 1930 г. – Артър Конан Дойл, британски писател (* 1859 г.)
- 1956 г. – Готфрид Бен, германски поет, есеист и драматург (* 1886 г.)
- 1971 г. – Юби Айуъркс, американски аниматор и режисьор (* 1901 г.)
- 1976 г. – Густав Хайнеман, 3-ти бундеспрезидент на Германия (* 1899 г.)
- 1996 г. – Вера Недкова, българска художничка (* 1908 г.)
- 2003 г. – Ицхак Грациани, израелски диригент от български произход (* 1924 г.)
- 2006 г. – Сид Барет, британски рок музикант (Пинк Флойд) (* 1946 г.)
- 2014 г. – Алфредо Ди Стефано, аржентински футболист (* 1926 г.)
- 2014 г. – Едуард Шеварднадзе, съветски и грузински политик (* 1928 г.)

## Празници
- Европейски ден на шоколада – На този ден през 1550 г. от Америка в Испания е доставена първата партида шоколад. Тази дата е избрана от Европейския съюз за честване на неофициалния шоколадов празник. Ацтеките са първите хора в света, които правят шоколад. Те го наричат храна на боговете.
- Кайманови острови – Ден на Конституцията (1959 г.)
- Русия и Украйна – Ден на Иван Купала (Йоан Кръстител, Еньовден)
- Северна Осетия – Ден на републиката (по повод обявяването ѝ за автономна република в рамките на СССР през 1924 г.
- Соломонови острови – Ден на независимостта (1978 г., от Великобритания, национален празник)
- Япония – Фестивал на звездите (Танабата)